# Breukelen-Nijenrode
Breukelen-Nijenrode was een gemeente en een heerlijkheid in de provincie Utrecht.

## Geschiedenis

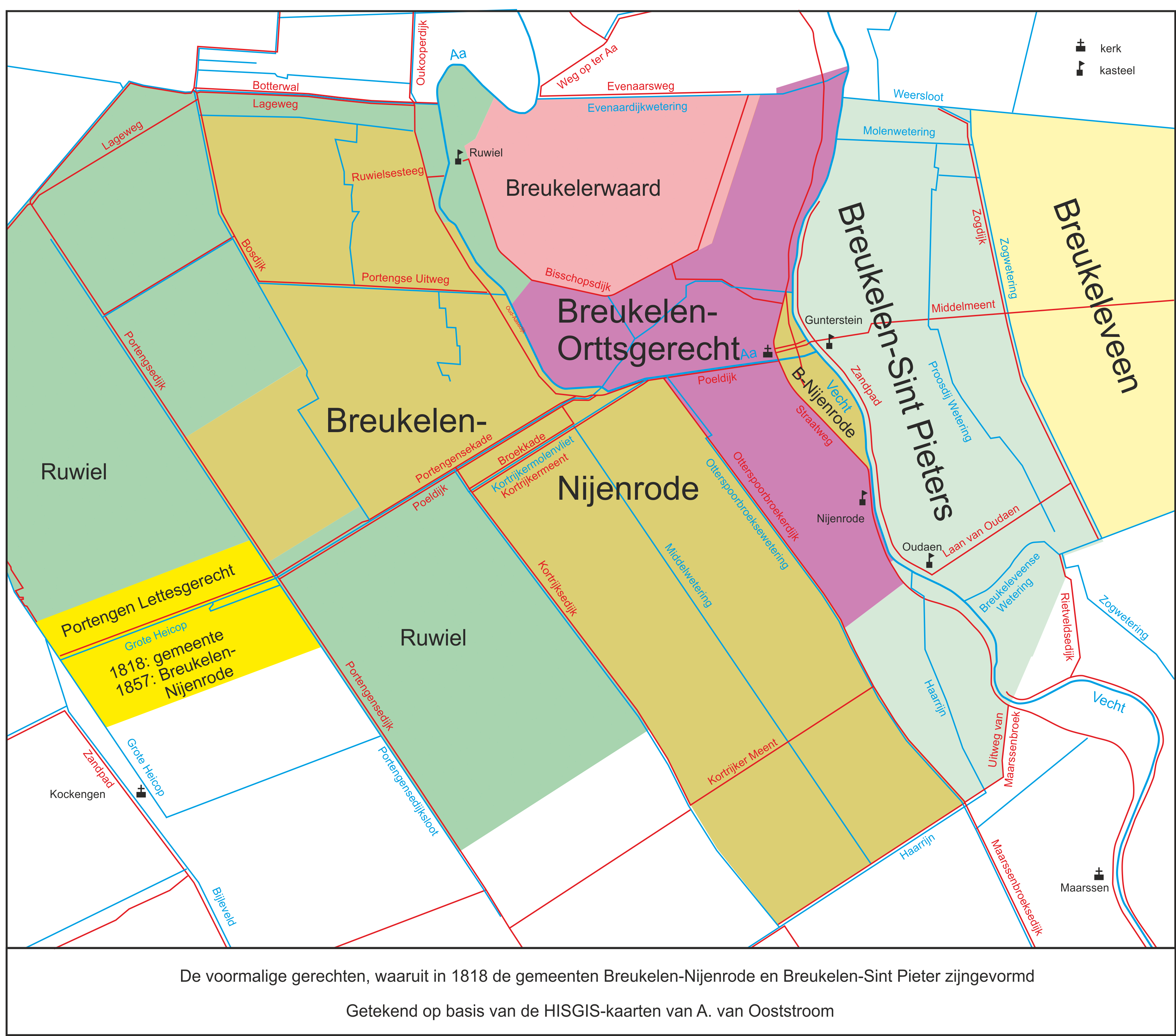

In 1474 verkreeg de heer van Nijenrode de volgende drie gerechten in bezit:
- Ronde Dorp van Breukelen of Breukelen Buitendijks
- Oud-Aa
- Otterspoorbroek

Kasteel Nijenrode lag niet binnen een van deze drie gerechten maar binnen Breukelen-bisschopsgerecht. Het Ronde Dorp van Breukelen was een minigerecht binnen het bisschopsgerecht en bestond uit het oostelijk deel van het oude dorp zonder de kerk. De andere twee gebieden waren veenontginningen. In 1537 erfde Willem Torck deze bezittingen via zijn echtgenote en op zijn verzoek verenigde Karel V de drie gerechten al op 18 oktober 1533 tot één gerecht Breukelen-Nijenrode met rechtspraak door schepenen in plaats van door de buurtbewoners. In 1675 kocht Johan Ortt de heerlijkheid (overleden 1701). Zijn gelijknamige zoon kocht in 1714 ook Breukelen-Statengerecht, dat sindsdien Breukelen-Orttsgerecht wordt genoemd.
In 1798 werden 11 gerechten, waaronder Breukelen-Nijenrode tot één gemeente Breukelen. In 1801 werd de oude situatie hersteld en was het gerecht dus weer zelfstandig. Op 1 januari 1812 werden opnieuw een aantal gerechten, dit keer tien, samengevoegd tot een gemeente Breukelen. Op 1 januari 1818 werd deze grote gemeente al weer opgedeeld in vijf gemeentes. Breukelen-Nijenrode ging toen samen met het voormalige gerecht Breukelen-Orttsgerecht de nieuwe gemeente Breukelen-Nijenrode vormen. Op 8 september 1857 werd de gemeente Portengen opgeheven en ook bij Breukelen-Nijenrode gevoegd.
Op 1 januari 1949 ging de gemeente op in een nieuwe gemeente Breukelen, die op haar beurt per 1 januari 2011 opging in de nieuwgevormde gemeente Stichtse Vecht.
Literatuur:
- A.L.P. Buitelaar, De Stichtse ministerialiteit en de ontginningen in de Utrechtse Vechtstreek (1993)
- W.A.G. Perks, Geschiedenis van de gemeentegrenzen in de provincie Utrecht (z.j.)

## Geboren
- Cor Aalten (1913-1991), sprintster
- Wim van Dolder (1903-1969), voetballer